# Ulstrupbro Sogn
Ulstrupbro Sogn er et sogn i Favrskov Provsti (Århus Stift).
Ulstrupbro Kirke blev opført i 1953. Ulstrupbro Sogn blev oprettet 1. december 1977. Det var udskilt fra Vellev Sogn og Hvorslev Sogn, der begge hørte til Houlbjerg Herred i Viborg Amt. Vellev og Hvorslev-Gerning sognekommuner var ved kommunalreformen i 1970 indlemmet i Hvorslev Kommune, som ved strukturreformen i 2007 indgik i Favrskov Kommune.
I Ulstrupbro Sogn findes følgende autoriserede stednavne:
- Amstrup (bebyggelse, ejerlav)
- Ulstrup (bebyggelse)